# Босанско Грахово
Босанско Грахово (Грахово од 31. октобра 1992. до љета 1995. године) је град и средиште истоимене општине у Федерацији БиХ, БиХ. Према подацима пописа становништва 2013. године, у Грахову је пописано 651 лице.

## Географија
Налази се близу границе са Републиком Хрватском у западном дијелу Босне и Херцеговине и припада Кантону 10. Послије потписивања Дејтонског споразума општина Босанско Грахово је у цјелини ушла у састав Федерације БиХ. Граховско поље је крашко поље које носи назив по Босанском Грахову као највећем насељу које се у њему налази.

## Историја

### Предисторијско доба
На подручју данашњег Босанског Грахова претпоставља се да је било живота још у праисторијским временима. Највероватније око 4.300 године пре н. е. у току средњег неолита датирају остаци једног или више насеља сојеничарског типа пронађених на локалитету 'Солине куће'. Из времена око 2.300 године пре н. е. које припада раном бронзаном добу нађени су културни слојеви на Градини и Градиници, као и гробови у близини села Луке.
У античко доба ова подручја насељавала су илирска племена. Подручје граховског поља, заједно са гламочким и делом ливањског, припадало је бројном племену Дициони које је према римским изворима имало 239 декурија (40.000 становника). Било је подељено на неколико перегринских општина које ће касније постати римске општине.

### Римско доба
Римљани ово подручје освајају 9. године нове ере. На Граховском и Гламочком пољу била је римска територијална јединица, општина Салвиум и кроз њу је пролазио римски пут (Клаудијев) који је саграђен 47/48 године. Пут је водио из правца Салоне према северу, правцем на којем су осим Салвије лежели и Ресановци, Доњи Увац, Петровац, Хум Кокоруш (Сарнаде), а одатле даље левом обалом Сане на Приједор (Ad Pretorivm?) и Боћим код Дубице за Сисак. Уз пут се налазила фортификација утврђења (Кесићи, Видовићи, Пећи) са задатком обезбеђења. Из тог времена датирају и римски надгробни споменици са натписима пронађени у Грковцима 1970-их година, у Мраморском гробљу, а у самом Грахову на Арежина бријегу могао се налазити већи центар Дициона јер су ту пронађени остаци и зграда и гробља. Претпоставља се да је на подручју Босанског Грахова римско насеље, познато под именом 'Стридом' (родно место Светог Јеронима). Оно би могло бити на локалитету Плочевице (шири ареал Руст), димензија 800x300 метара, где је нађено обиље грађевинском материјала из римског периода (опека, керамика). Ту се вероватно након тешког успона из долине Бутушнице развила мања агломерација функционално везана за пут, што би могли потврдити и налази троске из ковачнице које су радиле за потребе путника. На јужном крају насеља било је врело Беговац које је такође задовољавало живот становника. У овом насељу су 1973. године откопане две зграде, наслоњене једна на другу, дебљине 0,5 метара. Грађевине је откопао познати новинар ТВ Београд, Милан Ковачевић.

### Долазак Словена
Крај Римског царства је почетак велике сеобе народа. Досељавање Словена на просторе Грахова тече као и у осталим крајевима овог дела Босне. О томе сведочи новчић пронађен у једном гробу у околини града.

### Средњовековна Босна
У времену које је уследило на подручју Босанског Грахова историчари бележе прву појаву босанских хришћана, познатих као богумили. Из времена 12. века датирају стећци добрих Бошњана, који се и данас могу пронаћи у селу Пржина и његовој околини. Из периода босанског краљевства датирају и трагови старог рудника боксита у Бастасима, који је вероватно отворен за време краља Твртка I Котроманића. Према народним предањима ту су радили саксонски рудари, пореклом из данашње Немачке.

### Османлијско доба
Босанско Грахово као место у Босни потпада 1463. године под османску власт. Доласком османлија насеље и даље остаје безначајна тачка на ивици царства, у којем већином живи православно и муслиманско становништво. Због близине границе, на његовом подручју се од 17. века водио ендемски рат између турских и млетачких снага. Стари назив Босанског Грахова је Арежина-бријег.

### Аустроугарско доба
У периоду између 1875. и 1878. године на подручју Босанског Грахова је организован устанак познат као Црнопоточка буна у којој су значајну улогу имали Васо Пелагић и Голуб Бабић. Босанско Грахово је 1878. године ушло, као мало насељено место са типичним босанским планинским карактером, у састав Аустро-Угарске, где остаје до краја Првог светског рата 1918. године. У селу Обљај смештеном источно од Босанског Грахова рођен је у то време и Гаврило Принцип.

### Двадесети вијек
Босанско Грахово је 1918. године ушло у састав Краљевина СХС - у оквиру привремене Босне и Херцеговине, затим у Гламочком срезу Травничке области 1922-29, и на крају у Врбаској бановини. Спомен-дом Гаврила Принципа је доведен под кров крајем 1939.
За време Другог светског рата у априлу 1941. године постаје део тадашње НДХ и то прво у оквиру велике жупе Крбава-Псат, а од краја 1941. Брибир-Сидрага. У Босанском Грахову обављено је, 17. и 18. јула 1941. године, масовно хапшење Срба. На том подручју врло брзо избија устанак локалног српског становништва. Због стратешке важности на том подручју ће се водити борбе све до самог краја рата 1945. године.
После Другог светског рата, постаје део НР Босне и Херцеговине. Кориштен је природни потенцијал овог подручја. Шумско богатство је омогућило отварање предузећа за узгој и прераду дрвета и дрвно-прерађивачког комбината. У ливањском пољу које припада Босанском Грахову је налазиште тресета чија је експлоатација тих година била у пуном замаху. У граду је, у оквиру травничког Борца била и фабрика горњих делова обуће. Уз налазиште глинице радила је савремена циглана. Унис из Сарајева је отворио фабрику кугличних лежајева. Све је то заједно омогућавало велику запосленост овога краја. У том периоду отворена је гимназија и школа ученика у привреди, а град је имао и један од најлепших домова културе тог времена.
За време распада СФРЈ, Босанско Грахово је било једно од првих места у Босни и Херцеговини где је 1990. године формирана Српска демократска странка, која је победила на изборима. Босанско Грахово, почетком рата у Босни, улази у састав Републике Српске. Становници Грахова су ратовали у саставу 9. граховске бригаде 2. крајишког корпуса.
Крајем јула 1995. године хрватска војска је на овом подручју предузела офанзиву познату као операција Лето ’95, приликом које је заузела Босанско Грахово. Ова офанзива је била део припрема за операцију Олуја. Град је практично разрушен и спаљен, као мало које место у тадашњој Југославији, што је за последицу имало егзодус српског становништва.
Босанско Грахово је Дејтонским мировним споразумом припало Федерацији Босне и Херцеговине.

### Грахово после грађанског рата
Након рата одређен број Срба се вратио у своје куће. Иако нема званичних података о тренутном стању, Срби повратници поново чине већину у укупном броју становника. Повратак тече споро јер се Срби сусрећу са многим неприликама при покушају да наставе нормалан живот у тим крајевима. Ту пре свега треба истаћи да Срби немају равноправне услове за запослење. Послодавци, који су у највећем броју случајева Хрвати, у радни однос најчешће примају само своје сународнике. Обнова имања тече споро и најчешће је само делимична. Ипак процес повратка и даље постоји у релативној мери.

## Култура и вера
У Грахову се налази храм Српске православне цркве посвећен апостолима Петру и Павлу. Прва црква је почела да се гради 1857. године. Такође, у граду се налази Дом културе „Гаврило Принцип”, изграђен у периоду од 1977. до 1984. године, а у потпуности стављен у функцију 1985. године. У дому културе су били следећи садржаји: библиотека, читаоница, сала за конференције, кино дворана и дискотека. Дом културе Гаврило Принцип је разрушен у рату од стране ХВО- а, те стога није у функцији. Поводом стогодишњице атентата на Видовдан 28. јуна 2014. године испред девастираног Дома културе „Гаврило Принцип” изведен је богат културно-уметнички програм у оквиру кога су наступали КУД „Шпанац” из Београда, Етно група Траг из Лакташа, народни певач Чедо Марковић, крајишке групе из Републике Српске и Србије.

## Становништво
По попису становништва из 1991. године, насеље Босанско Грахово је имало 2.096 становника.
| Националност       | 2013.        | 1991.          | 1981.          | 1971.          |
| Срби               | 600 (92,17%) | 1.999 (95,37%) | 1.358 (84,76%) | 1.167 (94,95%) |
| Југословени        | 0 (0%)       | 61 (2,91%)     | 193 (12,04%)   | 18 (1,46%)     |
| Хрвати             | 45 (6,91%)   | 14 (0,66%)     | 26 (1,62%)     | 25 (2,03%)     |
| Муслимани          | 0 (0%)       | 6 (0,28%)      | 4 (0,24%)      | 11 (0,89%)     |
| остали и непознато | 6 (0,92%)    | 16 (0,76%)     | 21 (1,31%)     | 8 (0,65%)      |
| Укупно             | 651          | 2.096          | 1.602          | 1.229          |

| Демографија | Демографија | Демографија |
| Година      | Становника  | Становника  |
| ----------- | ----------- | ----------- |
| 1961.       | 696         |             |
| 1971.       | 1.229       |             |
| 1981.       | 1.602       |             |
| 1991.       | 2.094       |             |
| 2013.       | 651         |             |

## Познате личности
- Милош Бајић, академски сликар
- Симо Бајић, вођа устанка 1941. и народни херој Југославије
- Војислав Билбија, иконописац и свештеник Српске православне цркве
- Милан Билбија, српски режисер
- Милан Галић, српски и југословенски фудбалер
- Бранко Глигић, Проф сц. мед., ВМА
- Немања Зивлак, српски пјесник
- Јато голубова, изворна крајишка група
- Душан Јојић - Јоја, професор историје, оснивач Гимназије у Босанском Грахову
- Јово Максић, српски глумац
- Милорад Мирчић, политичар
- Боса Ненадић, српски правник и члан Сената Републике Српске
- Жарко Пилић, Проф сц. мед., Медицински факултет Београд, ГАК Вишеградска
- Гаврило Принцип, српски револуционар
- Ђуро Пуцар, народни херој Југославије
- Ђуро Радловић, академски сликар и професор на ФЛУ
- Слободан Радловић, генерални директор фабрике "Руди Чајавец"
- Драган Раца, српски кошаркашки тренер, бивши селектор Кипра и Либана
- Нестор Тркуља, игуман манастира Милешеве
- Оливер Тихи, рођен као Борис Ђукић, сликар
- Станко Цвијан, министар за Србе ван Србије у влади Србије 1993. године
- Дмитар Шегрт, генерални директор Тозе Марковић у Кикинди и народни посланик у Скупштини Републике Србије
- Зоран Шегрт, начелник ВМА у Београду
- Душко Радун, посланик Кантоналне скупштине и делегат Дома Народа Федерације БиХ, начелник Општине Босанско Грахово (2015-2018), истакнути спортиста